# Sauliac-sur-Célé
Sauliac-sur-Célé – miejscowość i gmina we Francji, w regionie Oksytania, w departamencie Lot.
Według danych na rok 1990 gminę zamieszkiwało 85 osób, a gęstość zaludnienia wynosiła 3 osoby/km² (wśród 3020 gmin regionu Midi-Pyrénées Sauliac-sur-Célé plasuje się na 978. miejscu pod względem liczby ludności, natomiast pod względem powierzchni na miejscu 334.).